# Flintové sklo

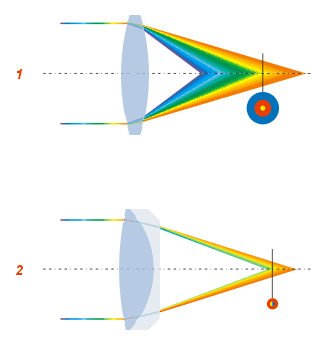
Vysoká (flint) a nízká disperze světla

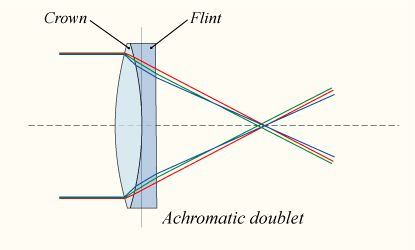
Achromatická dubleta: korunová spojka a flintová rozptylka

Flintové sklo je olovnaté sklo s vysokým indexem lomu, který se navíc výrazně liší pro různé vlnové délky světla (vysoká disperze). Používá se hlavně k optickým účelům a v kombinaci například s korunovým sklem umožňuje kompenzovat barevnou vadu optických systémů.

## Složení
Flintové sklo obsahuje:
- Křemen (SiO2): asi 62 %
- Oxid sodný (Na2O): asi 6 %
- Oxid draselný (K2O): asi 8 %
- Oxid olovnatý (PbO): asi 24 %

Podle obsahu olova se rozlišuje lehký, střední a těžký flint.

## Vlastnosti
Typické flintové sklo má hustotu asi 3,5 až 4,8 g/cm3, index lomu 1,5 až 2 a Abbeovo číslo menší než 50. Kombinace spojky z korunového a slabší rozptylky z flintového skla lze výrazně snížit barevnou vadu tmeleného objektivu (achromát). Pro vysoký index lomu se užívá také v bižuterii a na výrobu ozdobných předmětů, při použití v brýlích je na překážku vysoká hmotnost.

## Název
Označení flintové sklo pochází z anglického „flint“, pazourek. Anglický sklář George Ravenscroft v roce 1674 objevil pazourek – velmi čistý křemen – jako vhodný materiál pro výrobu skla. Na flintové sklo pak navázala olovnatá skla a křišťály.